# Петровське (Совєтський район)
Петровське (рос. Петровское) — село в Совєтському районі Курської області Російської Федерації.
Населення становить 52 особи. Входить до складу муніципального утворення Краснодолинська сільрада.

## Історія
Населений пункт розташований на території українського етнічного та культурного краю Східна Слобожанщина.
Від 2004 року входить до складу муніципального утворення Краснодолинська сільрада.

## Населення
| 2002 | 2010 |
| ---- | ---- |
| 72   | ↘52  |